# Joan Viliamu
Joan Viliamu (* 22. März 1966 in Tuapa; † 25. November 2022 in Fagalilika) war eine niueanische Politikerin und Ministerin.

## Leben
Viliamu wurde am 22. März 1966 in Tuapa geboren und ging zur Matalave Grundschule und später zur Nieu High School Intermediate. Sie arbeitete als Staatsbeamte und Geschäftsfrau. 2011 wurde sie in die Niue Fone Ekepule gewählt und besetzte das Amt des Gesundheitsministers, das Amt des Ministers für den Gemeinschaftssektor und das Amt des Ministers für die Broadcasting Corporation of Niue. Sie wurde 2014 wiedergewählt, allerdings war sie von da an nur noch stellvertretende Ministerin. 2017 wurde sie nochmals wiedergewählt, 2020 verlor sie aber ihren Sitz.